# Zapora Sanetsch

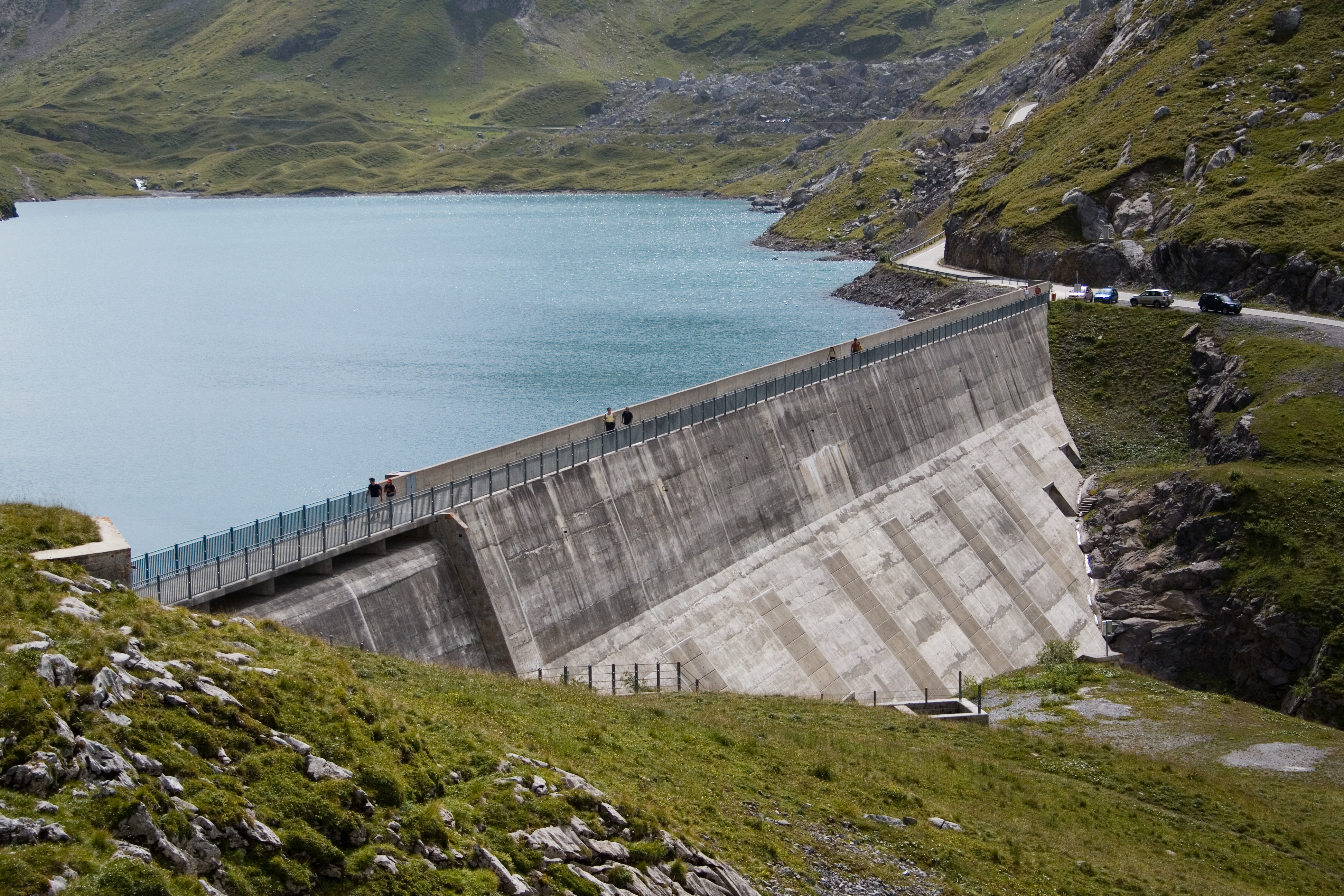
Zapora Sanetsch

Zapora Sanetsch – zapora wodna w Alpach Berneńskich w Szwajcarii, nieco poniżej przełęczy Sanetsch. Po przegrodzeniu przez nią źródłowego odcinka rzeki Sarine powstało jezioro zaporowe Sanetsch. Zapora powstała w celu produkcji energii elektrycznej. Jej właścicielem i dysponentem była firma Kraftwerk Sanetsch AG. Aktualnie (wrzesień 2020) właścicielami są (w równych połowach) szwajcarskie przedsiębiorstwa energetyczne BKW Energie SA (BKW) i Energie Wasser Bern (EWB).

## Położenie
Pomimo iż zapora znajduje się po północnej stronie głównego grzbietu Alp Berneńskich (który stanowi w tym rejonie część głównego wododziału europejskiego), leży na terenie gminy Savièse, należącej do kantonu Valais. Zapora znajduje się ok. 3,3 km na północ od przełęczy Sanetsch.
Z punktu widzenia tektoniki rejon zapory Sanetsch charakteryzuje się uskokiem tektonicznym, tzw. uskokiem Sanetsch. Uskok przebiega niedaleko prawego przyczółka zapory.

## Historia budowy
Pierwszy etap budowy miał miejsce w latach 1959-1963. Po wprowadzeniu zmian w projekcie, polegających na podwyższeniu zapory o 5 metrów, prace kontynuowano w latach 1964-1966.
W trakcie przygotowywania projektu zapory zbadano w szczególności przepuszczalność dna przyszłego zbiornika oraz skał, na których będzie posadowiony fundament zapory. Założono możliwy wzrost przepuszczalności podłoża skalnego w wyniku wypełnienia zbiornika wodą i zwiększenia ciśnienia hydrostatycznego.
Ze względu na tę sytuację geologiczną, zapora została zbudowana w dwóch etapach od 1959 do 1963 (wysokość piętrzenia do 2029 m n.p.m.) i 1964 do 1966 (podniesienie wysokości piętrzenia do 2034 m n.p.m.). Jednak produkcję energii można było rozpocząć już 8 maja 1963 roku.
Obserwacje, prowadzone od momentu oddania zapory do eksploatacji wykazały, że warunki hydrogeologiczne pod dnem zbiornika są stabilne, a zatem korzystniejsze niż zakładano na etapie planowania.
Plac budowy został udostępniony od strony północnej poprzez budowę dwulinowej kolei linowej o nośności 3,5 tony, pracującej w ruchu wahadłowym. Jej długość wynosiła około 2100 m. Prowadziła z Innnergsteig w dolinie Sarine do Sanetschalp, ze stacją pośrednią przy otworze technicznym tunelu ciśnieniowego, przeznaczonego do prowadzenia wody do budowanej niżej elektrowni wodnej.
W przypadku transportu betonu zdecydowano się na rozbudowę, a częściowo budowę nowej, 21-kilometrowej drogi technicznej z miejscowości Savièse, położonej po drugiej stronie przełęczy, zamiast budowy kolei linowej z Innergsteig o znacznie zwiększonym udźwigu.
Uroczysta inauguracja zapory miała miejsce 23 września 1966 r.
Od października 2020 r. do lutego 2021 r. elektrownia była nieczynna. Kosztem ok. 3 mln. franków przeprowadzono prace modernizacyjne, obejmujące głównie systemy nadzoru i sterowania, dzięki którym obiekt będzie mógł pracować w trybie quasiautonomicznym.

## Parametry techniczne
Zapora liniowa, żelbetowa typu ciężkiego, z pustymi, szczelinowymi przestrzeniami wewnątrz muru. Podłoże stanowią masywne wapienie. Wysokość zapory, posadowionej na wysokości 1993 m n.p.m., wynosi 42 m, długość jej korony - 214 m. Objętość betonu w zaporze to 37 000 m³. Przepustowość dolnego wylotu wynosi 31 m³/s. Wydajność przepustu przelewowego (powodziowego, wolny przelew) to 36 m³/s.
Wody zapory zasilają niewielką elektrownię wodną usytuowaną poniżej zapory, w Innergsteig. Użyteczny spadek wody wynosi 837 m, a moc zainstalowana – 18 MW. Przeciętna produkcja energii elektrycznej tej elektrowni wynosi rocznie 37 GWh, co odpowiada zużyciu przez ok. 8 tys. gospodarstw domowych.
Powierzchnia zbiornika zaporowego wynosi 29,3 ha, a jego objętość 2,6 mln m³. Maksymalna wysokość lustra wody to 2034 m n.p.m. Powierzchnia zlewni powyżej zapory wynosi 10,7 km².